# Senešal
Beseda senešal (/ˈsɛnəʃəl/) ima lahko več različnih pomenov, od katerih vsi odražajo določene vrste nadzora ali upravljanja v zgodovinskem kontekstu. Najpogosteje je bil senešal višji položaj, zapolnjen z imenovanjem na dvoru v kraljevem, vojvodskem ali plemiškem gospodinjstvu v srednjem veku in zgodnjem novem veku – zgodovinsko oskrbnik ali majordom srednjeveške velike hiše. V srednjeveškem kraljevem gospodinjstvu je bil senešal zadolžen za gospodinjske ureditve in upravljanje služabnikov, kar je zlasti v srednjem veku pomenilo, da je senešal lahko nadzoroval na stotine delavcev, služabnikov in z njimi povezanih obveznosti ter imel veliko razmerje moči v skupnosti, v času, ko je velik del lokalnega gospodarstva pogosto temeljil na bogastvu in odgovornostih takšnega gospodinjstva.
Drugi pomen je bolj specifičen in zadeva poznosrednjeveški in zgodnji moderni narod Francije, kjer je bil senešal (francosko sénéchal) tudi kraljevi uradnik, zadolžen za pravosodje in nadzor nad upravo nekaterih južnih provinc, imenovanih senešaltije, ki je imel vlogo, enako vlogi severnofrancoskega sodnega izvršitelja (bailli).
V Združenem kraljestvu je sodobni pomen senešal predvsem cerkveni izraz, ki se nanaša na uradnika stolnice.

## Izvor
Srednjeveški latinski discifer (nosilec posode) je bil častnik v gospodinjstvu poznejših anglosaških kraljev, zgodovinarji pa ga včasih prevajajo kot senešal, čeprav se ta izraz v Angliji pred normanskim osvajanjem ni uporabljal.
Izraz, ki je bil prvič izpričan v letih 1350–1400, je bil izposojen iz anglo-normanskega seneschal (steward), iz stare nizozemščine *siniscalc (»starejši zadrževalec«) (izpričano v latinščini siniscalcus (692 n. št.), starovisokonemški senescalh), a sestavljenka iz *sini- (prim. gotsko sineigs »star«, sinista »najstarejši«) in scalc »služabnik«, nazadnje calque poznolatinskega senior scholaris »višji stražar«.
Scholae v poznem Rimskem cesarstvu so se nanašale na cesarsko gardo, razdeljeno na starejše (seniores) in mlajše (juniores) enote. Kapitan garde je bil znan kot comes scholarum. Ko so germanska plemena prevzela cesarstvo, so bile scholae združene ali zamenjane z nemško kraljevo bojno četo (prim. vulgarno latinsko *dructis, OHG truht, staroangleško dryht), katere člani so imeli tudi dolžnosti v gospodinjstvu svojega gospoda kot kraljevo spremstvo. Kraljev glavni vojskovodja in spremljevalec (prim. staro saško druhting, OHG truhting, truhtigomo OE dryhtguma, dryhtealdor), od 5. stoletja dalje, je osebno spremljal kralja, kot je posebej navedeno v Codex Theodosianus iz leta 413 (Cod. Theod. VI. 13. 1; znan kot comes scholae). Vojna četa, ki je bila nekoč sedeča, je najprej postala kraljeva kraljeva hiša, nato pa njegovi veliki državni uradniki, in v obeh primerih je senešal sinonim za oskrbnika.

## V Franciji
V poznem srednjem veku in zgodnjem novem veku v Franciji je bil senešal prvotno kraljevi oskrbnik, ki je nadziral celotno državo, vendar se je razvil v agenta krone, zadolženega za upravljanje senešaltije (francosko sénéchaussée), enega od okrožij kronskih dežel v Languedocu in Normandija. Hallam trdi, da so prvi senešali, ki so vladali na ta način, to storili z ediktom iz leta 1190 Filipa II.. Senešali so bili tudi glavni sodniki kraljevih sodišč na svojih območjih.
Enakovredno mesto v večini severne Francije je bil sodni izvršitelj (bailli), ki je nadziral sodnega izvršitelja (bailliage).
- William de Gometz je bil francoski senešal c. 1000 AD.[11]
- Osbern Stevard je bil senešal dveh normandijskih vojvod.

Pod vladarji Anglije
- Bertram de Criol, takratni član kraljevega sveta, lord nadzornik pristanišč Cinque, nadzornik gradu Dover in oskrbnik canterburyjske nadškofije ter kmalu postal nadzornik londonskega Towra, se imenuje *"our Seneschal" v pismih kralja Henrika III. decembra 1239.[12]
- Sir William Felton, angleški vitez, je bil leta 1360 imenovan za senešala Poitouja.[13]
- Sir Thomas Felton, angleški vitez, je bil leta 1362 imenovan za senešala Akvitanije in leta 1372 za senešala Bordeauxa.[14]
- Sir John Chandos, angleški vitez, je bil leta 1369 imenovan za senešala Poitouja.[15]

## V anglosaški Angliji
V anglosaški Angliji so bili nosilci posode (v srednjeveški latinščini discifer ali dapifer) plemiči, ki so služili na kraljevih pojedinah. Izraz zgodovinarji pogosto prevajajo kot seneschal.